# Alfred Bieć
Alfred Bronisław Bieć (ur. 26 kwietnia 1950) – polski ekonomista, bankier i urzędnik państwowy, doktor habilitowany nauk ekonomicznych, w latach 1989–1992 podsekretarz stanu w Urzędzie Rady Ministrów.

## Życiorys
Członek Związku Młodzieży Socjalistycznej (1966–1968), Zrzeszenia Studentów Polskich i Związku Socjalistycznej Młodzieży Polskiej; w 1976 wstąpił do PZPR. W 1973 ukończył matematykę na Wydziale Matematyki, Fizyki i Chemii Uniwersytetu Wrocławskiego, broniąc u Józefa Zająca pracy magisterskiej pt. Kraty modularne algebr binarnych. Odbył następnie studia doktoranckie w Szkole Głównej Planowania i Statystyki, a także podyplomowe w Scuola Superiore Enrico Mattei w Mediolanie. W 1984 obronił doktorat z nauk ekonomicznych na Uniwersytecie Warszawskim (tytuł: Organizacja i sprawność systemu gospodarczego. Elementy teorii). W 2013 habilitował się w SGH na podstawie rozprawy pt. Rejestry kredytowe. Teoria i praktyka. Specjalizował się w zakresie rynków finansowych, finansów i zarządzania.
Od 1973 do 1975 był asystentem-stażystą na Akademii Rolniczej we Wrocławiu. W latach 1979–1990 i od 2007 nauczyciel akademicki SGPiS i SGH; na tym uniwersytecie blisko współpracował Leszkiem Balcerowiczem. Został profesorem uczelni i kierownikiem studium podyplomowego. Autor kilkudziesięciu publikacji naukowych, w tym autor i współautor siedmiu książek.
W latach 70. współpracownik Komitetu Obrony Robotników. W 1985 został doradcą wiceprezesa Urzędu Rady Ministrów, później do 1989 działał jako doradca premiera Zbigniewa Messnera. Od 15 września 1989 do 15 czerwca 1992 pełnił funkcję podsekretarza stanu w Urzędzie Rady Ministrów i zarazem sekretarza Komitetu Ekonomicznego Rady Ministrów. Później zajmował stanowisko wiceprezesa Pekao (1992–1996), następnie do 2003 pracował w instytucjach finansowych w Nowym Jorku. Kierował spółką InfoMonitor, a od 2005 do 2006 był prezesem Banku Pocztowego. Zasiadał w radach nadzorczych różnych instytucji, w tym PZU, działał też m.in. w radzie dyrektorów PAFERE. Został doradcą Parlamentu Europejskiego i Ministerstwa Rozwoju Regionalnego.